# Guillaume Orti

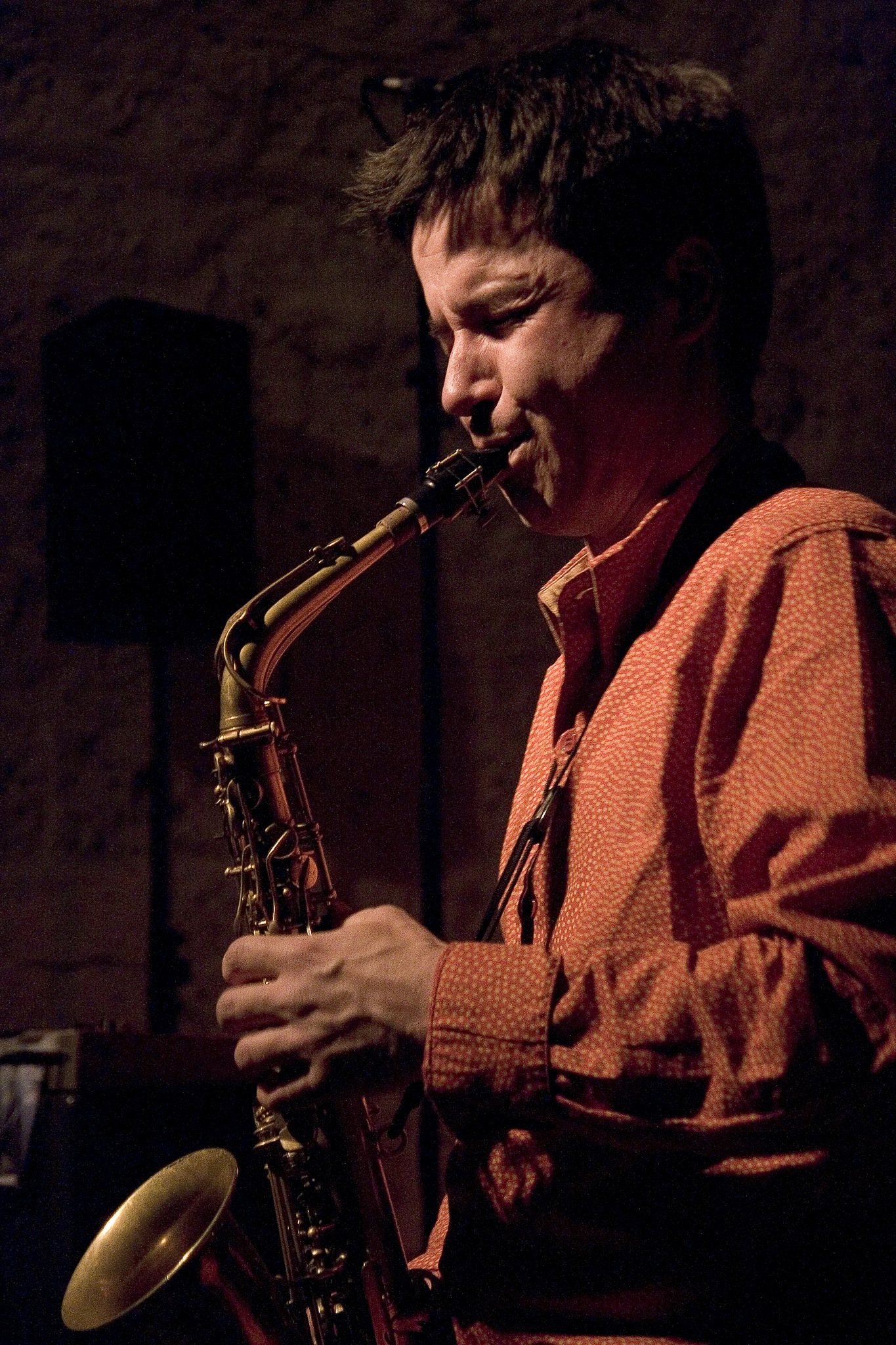
Guillaume Orti, Paris, März 2007

Guillaume Orti (* 8. Dezember 1969) ist ein französischer Jazzsaxophonist.

## Leben und Wirken
Orti war ab dem zwölften Lebensjahr Saxophonschüler von Francis Montesinos und Francis Grand. Von 1985 bis 1989 studierte er am Conservatoire National de Région von Avignon Jazz bei André Jaume und klassisches Saxophon bei Robert Malbec und Jacques Pierson. Außerdem nahm er Saxophonunterricht bei Yochk’o Seffer.
1989 ging er nach Paris, wo er mit dem Pianisten Benoît Delbecq, dem Bassisten Hubert Dupont und dem Schlagzeuger Benjamin Henocq (1996 ersetzt durch Chander Sardjoe) die Gruppe Kartet gründete, die bis 2014 sechs Alben vorlegte. 1990 besuchte er ein Jazzseminar am Banff Center of Fine Arts unter Leitung von Steve Coleman, wo er u. a. Jorrit Dijkstra und Steve Argüelles kennenlernte, mit denen er später zusammenarbeitete.
1993 gründete er das Hask Collective, das bis 2005 bestand. Daneben nahm er mit der belgischen Gruppe Aka Moon, der holländischen Gruppe TryTone und dem finnischen Pepa Päivinen Quartet auf. Weiterhin arbeitete er mit Bo Van Der Werfs Band Octurn, den Gruppen Reverse (mit Olivier Sens und Gilles Olivesi) und Oxymore (mit Oene van Geel, Harmen Fraanje, Mark Haanstra und Chander Sardjoe), mit Stéphane Payens Thôt Twin und Franck Vaillants Quartett Benzine zusammen.
Insgesamt wirkte Orti an mehr als dreißig Alben mit. Außerdem beteiligte er sich an verschiedenen literarischen Projekten (u. a. mit Thierry Madiot, Arnaud Carbonnier, Jacques Zabor, Ghislain Mugneret, Christine Bertocchi, Éric Chalan und Claude Guerre) und Tanzprojekten (u. a. mit Bérengère Altieri-Leca, Thierry Baë und Marion Baë-Mortureux, Christine Burgos, Catherine Contour, Olivier Gelpe, Emmanuel Grivet, Anne Teresa De Keersmaeker, Latifa Laabisi, Seijiro Murayama, Eckhard Spillmann und Françoise Tessier) als Komponist und Musiker.